# ルイ・ド・サヴォワ (ジュネーヴ伯)
ルイ・ド・サヴォワ（Louis de Savoie, 1436年6月5日 - 1482年8月）は、仏伊国境の諸侯サヴォイア家の公子。ジュネーヴ伯。キプロス女王シャルロットとの結婚により、その共同統治者としてキプロス王（在位：1459年 - 1464年）の称号を得た。イタリア語名はルドヴィーコ・ディ・サヴォイア（Ludovico di Savoia）。

## 生涯
サヴォイア公ルドヴィーコとその妻でキプロス王ジャニュの娘であるアンヌ・ド・リュジニャンの間の次男として生まれた。公爵家の家督は兄アメデーオ9世が継ぐと決まっており、分封領としてジュネーヴ伯爵領を授けられた。1447年12月14日、スターリング城においてスコットランド王ジェームズ1世の娘アナベラと結婚したが、やがて別居、1458年に婚姻を解消した。
翌1459年10月4日、母方の従妹にあたるキプロス女王シャルロットと結婚し、その共治王となる。同時に、名目上のエルサレム王、キリキア・アルメニア王の称号も帯びた。しかし夫妻の王位はシャルロットの庶出の兄で、マムルーク朝のスルタンと結んだニコシア大司教ジャック・ド・リュジニャンの挑戦を受け、1464年に王位を追われてローマに逃れた。
ルイとシャルロットの間には1464年6月にユーグという名の王子が生まれたが、誕生後1か月以内に死去している。ルイは1482年、トノン＝レ＝バン郊外のリパイユ城で没した。

## 引用
1. ↑  Genealogie-Mittelalter/Ludwig Titular-König von Zypern-Jerusalem